# Vi tackar dig att tron har funnit uttryck
Vi tackar dig att tron har funnit uttryck är en psalm med text skriven 1967 av Fred Kaan och musik skriven 1979 av Axel Eriksson. Texten översattes till svenska 2001 av Olle Engström.

## Publicerad som
- Psalmer och Sånger 1987 som nummer 800 under rubriken "Kyrkan och nådemedlen - Kyrkan - församlingen".[1]